# Taliban

Drapelul mișcării Taliban

Taliban este termenul utilizat pentru o persoană care aparține unei mișcări musulmane sunnite și fundamentaliste, răspândite în Pakistan și mai ales în Afghanistan. Termenul este folosit și pentru denumirea acestei mișcări politico-religioase.
De la sfârșitul lunii august 2021 au preluat conducerea Afganistanului.

## Etimologie
În limba pashtu, țālibān (preluat din arabul țālib) înseamnă ''student religios''.

## Originea mișcării
- 1993: La sfârșitul perioadei de ocupație sovietică a Afghanistanului, mai multe grupări de mujahedini participante la acele confruntări militare, se reunesc. Apar primele grupuri talibane, care vor fi susținute material de Pakistan.
- 1995: În decursul luptelor, talibanii încep să controleze o tot mai mare parte a Afghanistanului.
- 1996: Talibanii ocupă capitala Kabul și cea mai mare parte a țării.
- 2001: De trei ani controleaza trei sferturi din Afghanistan, regiune denumită Emiratul Islamic al Afghanistanului[1]. Rămâne liberă doar partea de nord.
- 2021: Talibanii acaparează întregul Afganistan.

## Ideologie, religie și practici
Interdicții impuse:
- interzicerea utilizării camerelor foto, video și a altor mijloace de înregistrare
- interzicerea folosirii televiziunii, Internetului, cinematografelor
- interzicerea ceremoniilor și festivitatilor, cu excepția celor prilejuite de instituirea calendarului solar.
- muzica este interzisă, cu exceptia cântarii versurilor din Coran.
- femeile trebuie să se acopere cu burka

Practici în Afghanistan
- aplicarea unor pedepse prin amputarea unor membre pentru fapte mai puțin grave
- execuții publice
- arestarea persoanelor cu conduita și ținuta necorespunzătoare (exemplu: bărbații cu barba prea scurtă)

## Guvernare
Talibanii nu admit alegeri, sau cum preciza un purtător de cuvânt:
„Legea Sharia nu acceptă politica sau partidele politice. De aceea nu dăm salarii oficialilor sau soldaților, doar mâncare, îmbrăcăminte, încălțăminte și arme. Vrem să trăim cum a trăit Profetul acum 1400 ani și jihadul este legea noastră. Vrem să refacem acele vremuri în care a trăit profetul și, de 14 ani, nu avem altă preocupare decât ceea ce își dorește poporul afgan.”
Legitimitatea unui lider nu este obținută prin vot, ci prin Bay'ah, jurământ de loialitate, atribuit Profetului și specific islamului timpuriu.

## Conflictele militare
2006 :

- 6 iunie: În urma unui atac cu bombe, ce a avut loc în provincia Naghar, au murit 2 soldați americani. Un atacator sinucigaș in Khost a rănit 3 soldați americani
- 15 iunie: Un autobuz, care transporta muncitori spre o baza americană, a explodat omorând 10 si rănind 15. Explozibilul era plasat în autobuz.
- 1 iulie: 2 soldati britanici sunt uciși în urma unui atac cu arme de foc ce includeau și grenade propulste de rachete.
- 8 august: 4 soldați canadieni ai trupelor NATO sunt uciși în două atacuri separate. Un atentator sinucigaș cu bombă ucide 21 de persoane dintr-un convoi NATO.
- 20 august: 3 soldați americani au fost uciși și alți 3 răniți într-o confruntare cu militanții talibani
- 8 septembrie: O mașină-capcană explodează lângă ambasada SUA din Kabul ucigând 18 persoane, din care 2 soldați americani.
- 10 septembrie: Guvernatorul provinciei afghane Paktia este ucis de o bombă amplasată chiar lângă mașina sa
- 14 octombrie: Un atentat sinucigaș în Kandahar ucide 8 persoane, printre care și un militar NATO.
- 15 octombrie: 2 soldați canadieni au fost uciși când militanții talibani au atacat trupele NATO, folosind arme de calibru mic și aruncătoare de grenade
- 6 decembrie: Un atentator sinucigaș a declanșat o bombă lângă o clădire a militarilor americani din Kandahar, ucigând 7 persoane, din care 2 americani
- 19 decembrie: Mullah Akhtar Muhammad Osmani, persoană importantă în ierarhia talibană, este ucis în urma unui raid aerian american efectuat în sudul Afghanistanului.

2007
- 23 ianuarie: Un atentat sinucigaș cu bombă ucide 10 persoane din cadrul unei baze americane
- 2 februarie: Trupe talibane întreprind un raid într-un oraș afghan sudic, luând câteva persoane ostatici.
- 19 februarie: Forțe talibane pun stăpânire, pentru scurt timp, pe un oraș vestic și apoi se retrag capturând 3 vehicule.
- 20 februarie: Un terorist sinucigaș detonează o bombă la festivitatea deschiderii unui spital, rănind 3 persoane
- 27 februarie: 23 persoane sunt ucise printr-un atentat sinucigaș. Atentatul a avut loc la baza militară Bagram Airfield din Bagram, provincia Parwan, tocmai când vicepreședintele american Dick Cheney se afla în zonă.